# Jagner
Jagner es un pueblo y nagar Panchayat situado en el distrito de Agra en el estado de Uttar Pradesh (India). Su población es de 11575 habitantes (2011). Se encuentra a 57 km de Agra.

## Demografía
Según el censo de 2011 la población de Jagner era de 11575 habitantes, de los cuales 6238 eran hombres y 5337 eran mujeres. Jagner tiene una tasa media de alfabetización del 78,03%, superior a la media estatal del 67,68%: la alfabetización masculina es del 87,65%, y la alfabetización femenina del 66,82%.